# Opptjärnen (Jättendals socken, Hälsingland)
Opptjärnen är en sjö i Nordanstigs kommun i Hälsingland och ingår i Harmångersåns huvudavrinningsområde. Sjön har en area på 0,123 kvadratkilometer och ligger 115,7 meter över havet.

## Delavrinningsområde
Opptjärnen ingår i det delavrinningsområde (687737-157282) som SMHI kallar för Mynnar i 687394-157324. Medelhöjden är 123 meter över havet och ytan är 3,35 kvadratkilometer. Det finns inga avrinningsområden uppströms utan avrinningsområdet är högsta punkten. Vattendraget som avvattnar avrinningsområdet har biflödesordning 3, vilket innebär att vattnet flödar genom totalt 3 vattendrag innan det når havet efter 22 kilometer. Avrinningsområdet består mestadels av skog (70 procent) och sankmarker (18 procent). Avrinningsområdet har 0,12 kvadratkilometer vattenytor vilket ger det en sjöprocent på 3,6 procent.